# Natação nos Jogos Olímpicos de Verão de 1988 - 400 m medley masculino
A competição dos 400 metros medley masculino da natação nos Jogos Olímpicos de Verão de 1988 foi disputada nos dias 20 e 21 de setembro no  Jamsil Indoor Swimming Pool em Seul, Coreia do Sul.

## Medalhistas
| Ouro   | HUN Tamás Darnyi        |
| Prata  | USA David Wharton       |
| Bronze | ITA Stefano Battistelli |

## Recordes
Antes desta competição, os recordes mundiais e olímpicos da prova eram os seguintes:
| Tipo | Atleta             | Tempo   | Local                       | Data                 |
| ---- | ------------------ | ------- | --------------------------- | -------------------- |
|      | Tamás Darnyi (HUN) | 4:15.42 | Estrasburgo, França         | 19 de agosto de 1987 |
|      | CAN Alex Baumann   | 4:17.41 | Los Angeles, Estados Unidos | 30 de julho de 1984  |

Os seguintes recordes mundiais ou olímpicos foram estabelecidos durante esta competição:
| Data           | Evento         | Atleta           | Tempo   | Notas            |
| -------------- | -------------- | ---------------- | ------- | ---------------- |
| 20 de setembro | Eliminatória 5 | HUN Tamás Darnyi | 4:16.55 | Recorde olímpico |
| 21 de setembro | Final A        | HUN Tamás Darnyi | 4:14.75 | Recorde mundial  |

## Resultados

### Eliminatórias
Regra: Os oito nadadores mais rápidos avançam à final A (Q), enquanto os oito seguintes, à final B (q).
| Pos. | Raia | Nadador                  | CON                    | Tempo   | Notas |
| ---- | ---- | ------------------------ | ---------------------- | ------- | ----- |
| 1    | 5    | Tamás Darnyi             | HUN Hungria            | 4:16.55 | Q,    |
| 2    | 3    | Patrick Kühl             | GDR Alemanha Oriental  | 4:18.60 | Q     |
| 3    | 5    | Stefano Battistelli      | ITA Itália             | 4:20.43 | Q     |
| 4    | 4    | David Wharton            | USA Estados Unidos     | 4:20.84 | Q     |
| 5    | 4    | József Szabó             | HUN Hungria            | 4:20.85 | Q     |
| 6    | 4    | Jens-Peter Berndt        | FRG Alemanha Ocidental | 4:20.93 | Q     |
| 7    | 5    | Peter Bermel             | FRG Alemanha Ocidental | 4:22.78 | Q     |
| 8    | 5    | Luca Sacchi              | ITA Itália             | 4:23.37 | Q     |
| 9    | 3    | Christophe Bordeau       | FRA França             | 4:23.46 | q     |
| 10   | 3    | Jeff Kostoff             | USA Estados Unidos     | 4:24.10 | q     |
| 11   | 5    | Jon Kelly                | CAN Canadá             | 4:24.62 | q     |
| 12   | 3    | Robert Bruce             | AUS Austrália          | 4:25.15 | q     |
| 13   | 3    | Mikhail Zubkov           | URS União Soviética    | 4:25.30 | q     |
| 14   | 5    | Rob Woodhouse            | AUS Austrália          | 4:25.60 | q     |
| 15   | 5    | Charalambos Papanikolaou | GRE Grécia             | 4:26.72 | q     |
| 16   | 4    | Paul Brew                | GBR Grã-Bretanha       | 4:27.22 | q     |
| 17   | 4    | Yoshiyuki Mizumoto       | JPN Japão              | 4:28.11 |       |
| 18   | 3    | Laurent Journet          | FRA França             | 4:29.03 |       |
| 19   | 2    | Ondřej Bureš             | TCH Checoslováquia     | 4:29.62 |       |
| 20   | 3    | Salvador Vassallo        | PUR Porto Rico         | 4:30.37 |       |
| 21   | 2    | Javier Careaga           | MEX México             | 4:30.71 |       |
| 22   | 2    | Rui Borges               | POR Portugal           | 4:30.79 |       |
| 23   | 5    | Michael Meldrum          | CAN Canadá             | 4:31.74 |       |
| 24   | 2    | Renato Ramalho           | BRA Brasil             | 4:31.95 |       |
| 25   | 3    | Takahiro Fujimoto        | JPN Japão              | 4:33.03 |       |
| 26   | 2    | Diogo Madeira            | POR Portugal           | 4:35.00 |       |
| 27   | 4    | Martín López-Zubero      | ESP Espanha            | 4:35.68 |       |
| 28   | 2    | Lee Jae-soo              | KOR Coreia do Sul      | 4:40.46 |       |
| 29   | 1    | Jonathan Sakovich        | GUM Guam               | 4:44.78 |       |
| 30   | 2    | René Concepcion          | PHI Filipinas          | 4:48.00 |       |
| 31   | 1    | Sultan Al-Otaibi         | KUW Kuwait             | 4:50.16 |       |
| 32   | 1    | Julian Bolling           | SRI Sri Lanka          | 4:53.61 |       |
| 034  | 2    | Desmond Koh              | SIN Singapura          | DSQ     |       |
| 034  | 4    | John Davey               | GBR Grã-Bretanha       | DSQ     |       |
| 035  | 4    | Jan Bidrman              | SWE Suécia             | DNS     |       |

### Finais

#### Final B
| Pos. | Raia | Nadador                  | CON                 | Tempo   | Notas |
| ---- | ---- | ------------------------ | ------------------- | ------- | ----- |
| 9    | 5    | Jeff Kostoff             | USA Estados Unidos  | 4:22.95 |       |
| 10   | 4    | Christophe Bordeau       | FRA França          | 4:23.39 |       |
| 11   | 6    | Robert Bruce             | AUS Austrália       | 4:24.33 |       |
| 12   | 3    | Jon Kelly                | CAN Canadá          | 4:25.02 |       |
| 13   | 2    | Mikhail Zubkov           | URS União Soviética | 4:25.44 |       |
| 14   | 7    | Rob Woodhouse            | AUS Austrália       | 4:26.14 |       |
| 15   | 8    | Paul Brew                | GBR Grã-Bretanha    | 4:26.77 |       |
| 16   | 1    | Charalambos Papanikolaou | GRE Grécia          | 4:27.95 |       |

#### Final A
| Pos.              | Raia | Nadador             | CON                    | Tempo   | Notas           |
| ----------------- | ---- | ------------------- | ---------------------- | ------- | --------------- |
| Medalha de ouro   | 4    | Tamás Darnyi        | HUN Hungria            | 4:14.75 | Recorde mundial |
| Medalha de prata  | 6    | David Wharton       | USA Estados Unidos     | 4:17.36 |                 |
| Medalha de bronze | 3    | Stefano Battistelli | ITA Itália             | 4:18.01 |                 |
| 4                 | 2    | József Szabó        | HUN Hungria            | 4:18.15 |                 |
| 5                 | 5    | Patrick Kühl        | GDR Alemanha Oriental  | 4:18.44 |                 |
| 6                 | 7    | Jens-Peter Berndt   | FRG Alemanha Ocidental | 4:21.71 |                 |
| 7                 | 8    | Luca Sacchi         | ITA Itália             | 4:23.23 |                 |
| 8                 | 1    | Peter Bermel        | FRG Alemanha Ocidental | 4:24.02 |                 |